# Inwoluta
Inwoluta (inaczej funkcja ewolwentowa) – funkcja stosowana do opisu kształtu zarysu ewolwentowego koła zębatego.

## Definicja
Inwoluta jest to kąt zawarty między promieniem początkowego punktu ewolwenty i promieniem rozpatrywanego punktu tej ewolwenty. Jest on równy tangensowi kąta zarysu danego punktu ewolwenty pomniejszonemu o kąt zarysu tego punktu (wyrażony w mierze kątowej), co można zapisać:
{\displaystyle \operatorname {inv} \alpha =\operatorname {tg} \alpha -{\overset {\frown }{\alpha }},}
gdzie:
{\displaystyle {\overset {\frown }{\alpha }}={\frac {\alpha ^{\circ }\cdot \pi }{180^{\circ }}}.}

## Zastosowanie
Inwolutę stosuje się w obliczeniach przekładni zębatych o kołach o zarysie ewolwentowym, gdzie opisuje ona kształt zarysu zęba.
Drugim zastosowanie inwoluty jest kontrola jakości wytwarzanych kół zębatych. Przy pomocy specjalnych przyrządów pomiarowych mierzy się poszczególne parametry koła, z których oblicza się kąt zarysu zęba {\displaystyle \alpha .} Następnie oblicza się odpowiadającą mu inwolutę, którą porównuje się ze wzorcową wartością inwoluty zamieszczoną w tablicach. Przy produkcji większości kół zębatych do szybkoobrotowych przekładni konieczna jest znajomość inwoluty do dwunastego miejsca po przecinku w celu zapewnienia odpowiedniej dokładności wykonania. Niestety nieznane są metody analitycznego obliczenia kąta, znając jego inwolutę, dlatego w tym celu stosuje się tablice lub metody numeryczne.

## Przykłady

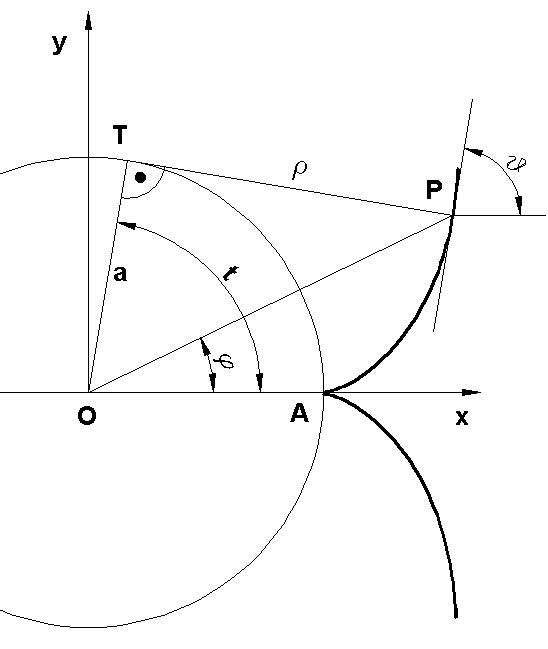
Inwolutą okręgu o promieniu dążącym do zera jest spirala Archimedesa
Inwolutą krzywej łańcuchowej jest traktrysa